# Mosteiro dos Jerónimos
Mosteiro dos Jerónimos eller Hieronymusklostret är ett världsarv som ligger vid floden Tejos mynning i stadsdelen Belém i västra Lissabon.
Klostret uppfördes ca 1502-72 på uppdrag av kung Manuel I och är tillsammans med det närbelägna fästningstornet Torre de Belém ett av de förnämsta exemplen på den rikt utsmyckade emanuelstilen. Klostret grundades för att fira Vasco da Gamas upptäckt av sjövägen till Indien och bekostades av de rikedomar som fördes hem från Fjärran Östern. Diogo Boitac var den förste arkitekten och han efterträddes av João de Castilho. I den stora jordbävningen 1755 förstördes klosterflygeln. I kyrkan ligger kung Manuel I, hans drottning Dona Maria, upptäcktsresanden Vasco da Gama och skalden Luís de Camões begravna.

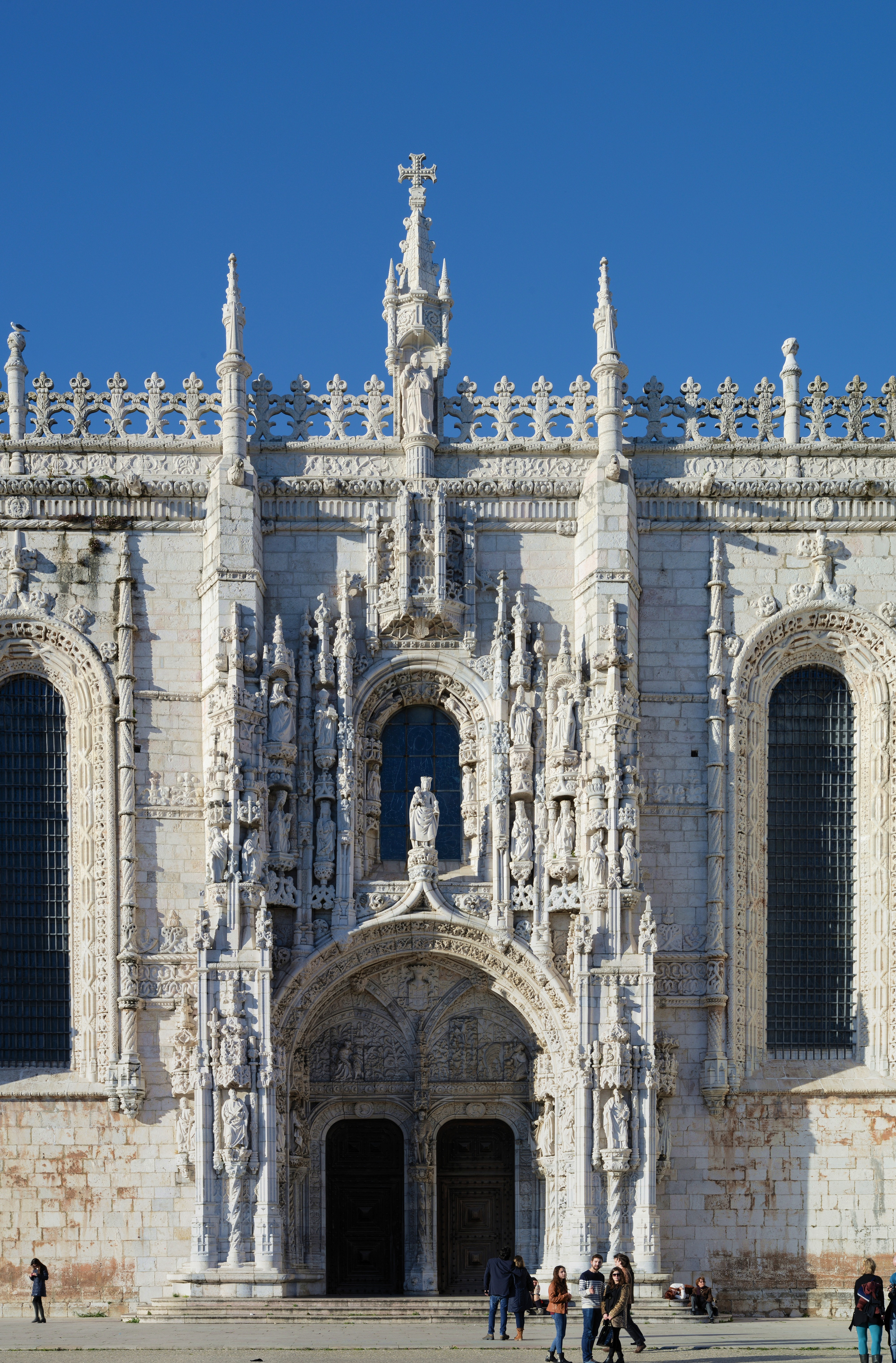
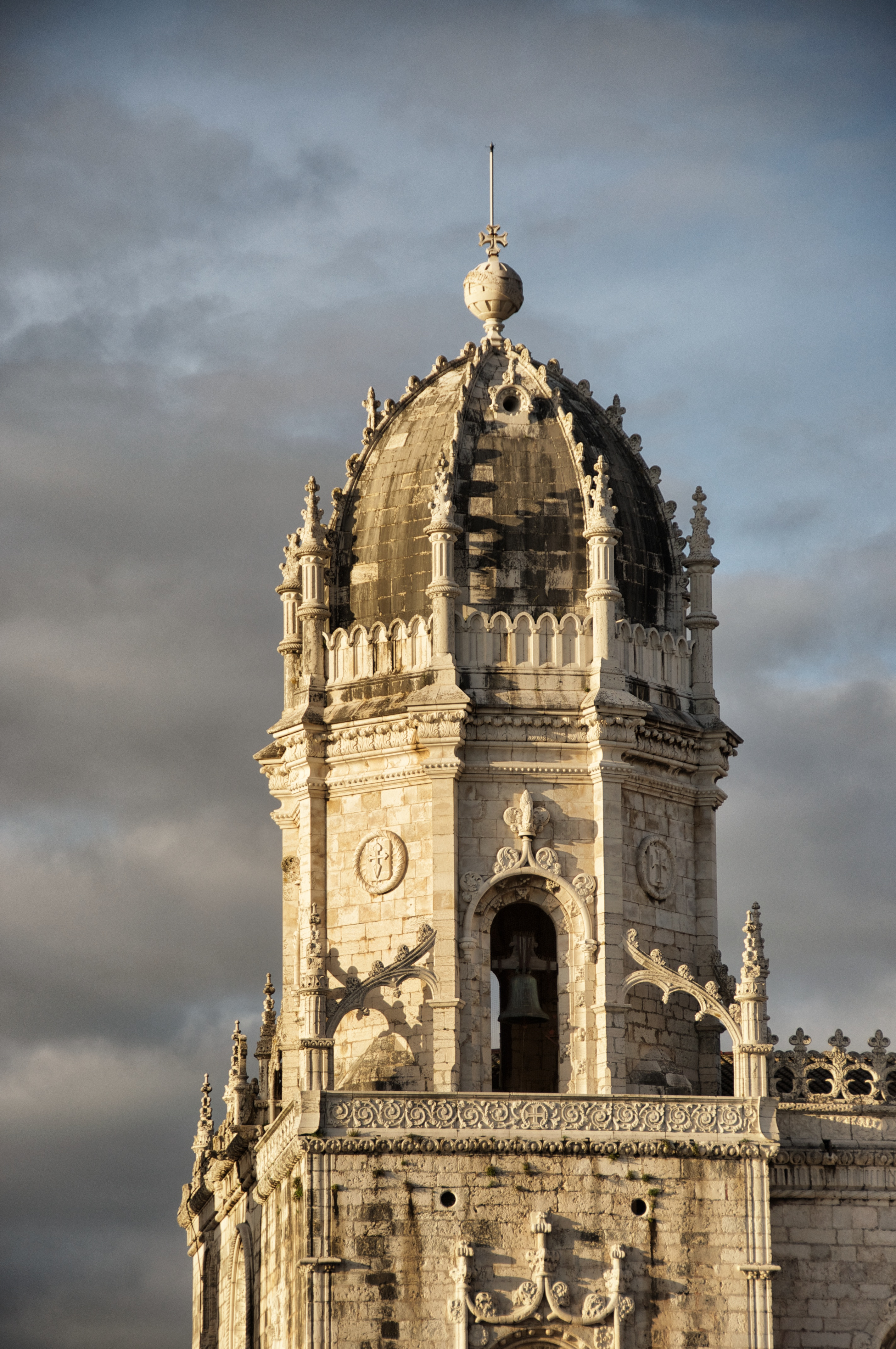
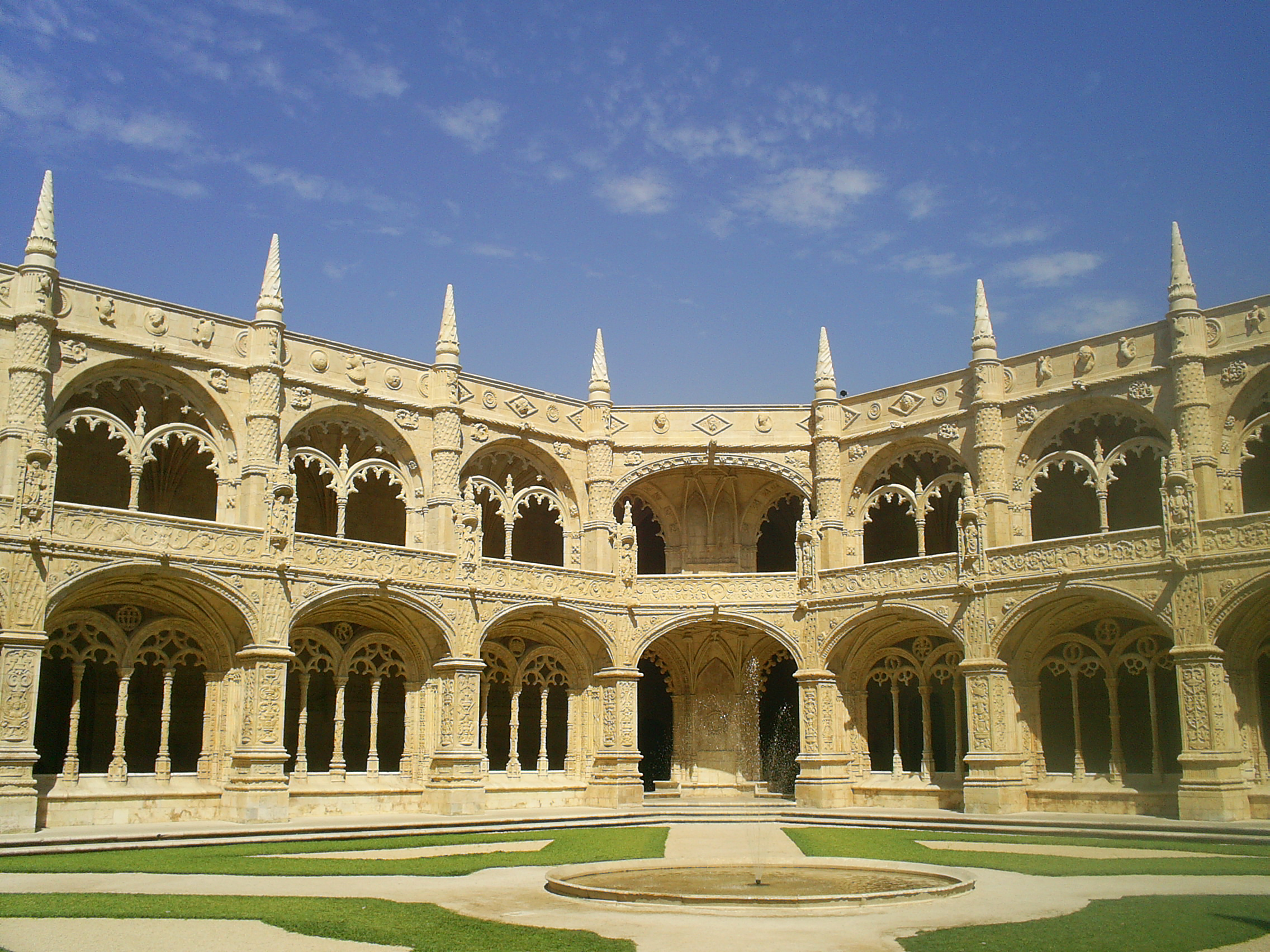
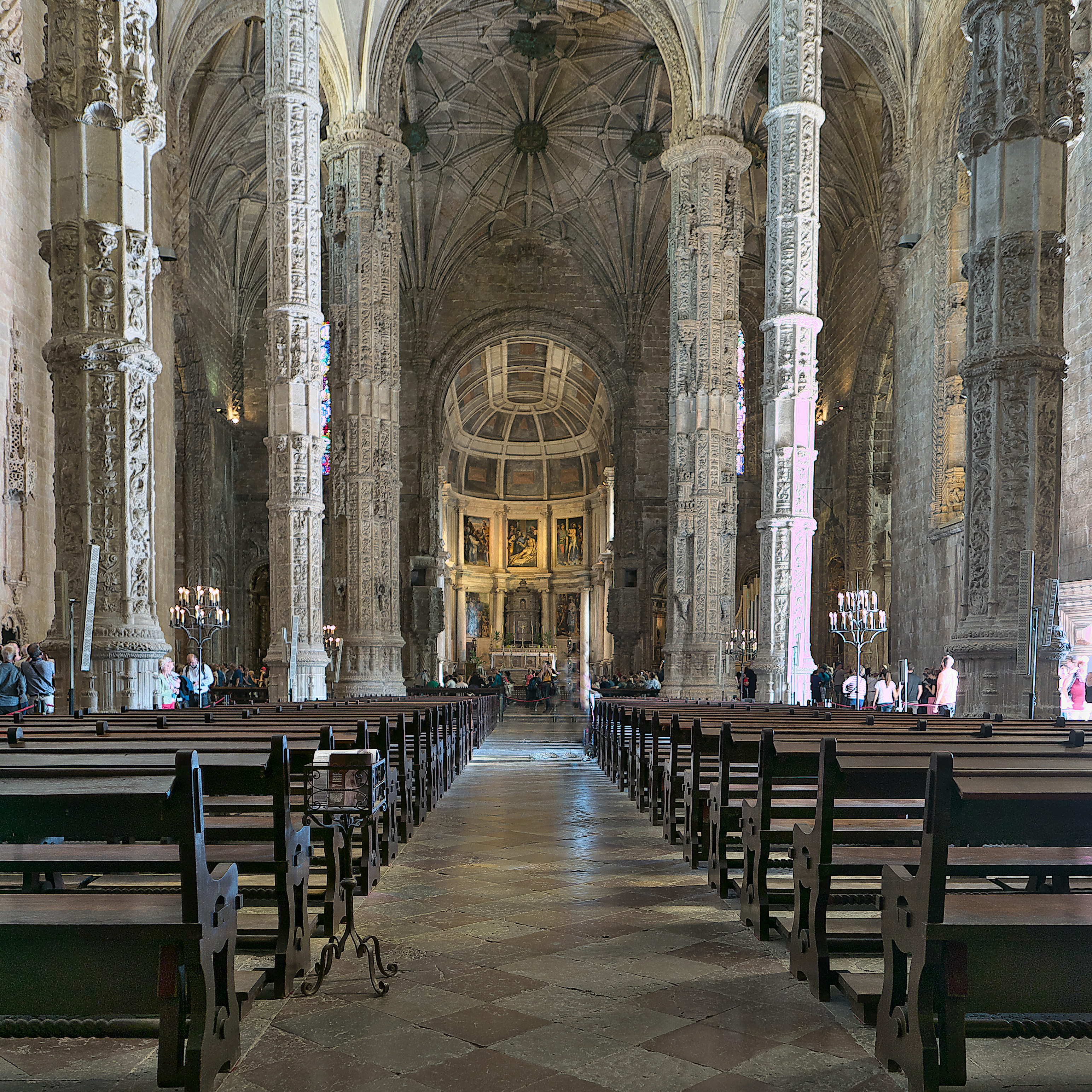

Klostret klassificerades som ett nationellt monument 1907 och upptogs på Unescos världsarvslista tillsammans med Torre de Belém 1983.